# گوران کلسون
گوران کلسون (انگلیسی: Göran Claeson؛ زادهٔ ۴ مارس ۱۹۴۵) از برندگان مدال‌های بازی‌های المپیک زمستانی اسکیت‌باز سرعت اهل سوئد است.